# فرودگاه پامیتو
فرودگاه پامیتو (به انگلیسی: Paamiut Airport) (به زبان بومی: Mittarfik Paamiut) یک فرودگاه همگانی با کد یاتا JFR است که یک باند فرود آسفالت دارد و طول باند آن ۷۹۹ متر است. این فرودگاه در کشور گرینلند قرار دارد .